# Елисеевичи (Жирятинский район)

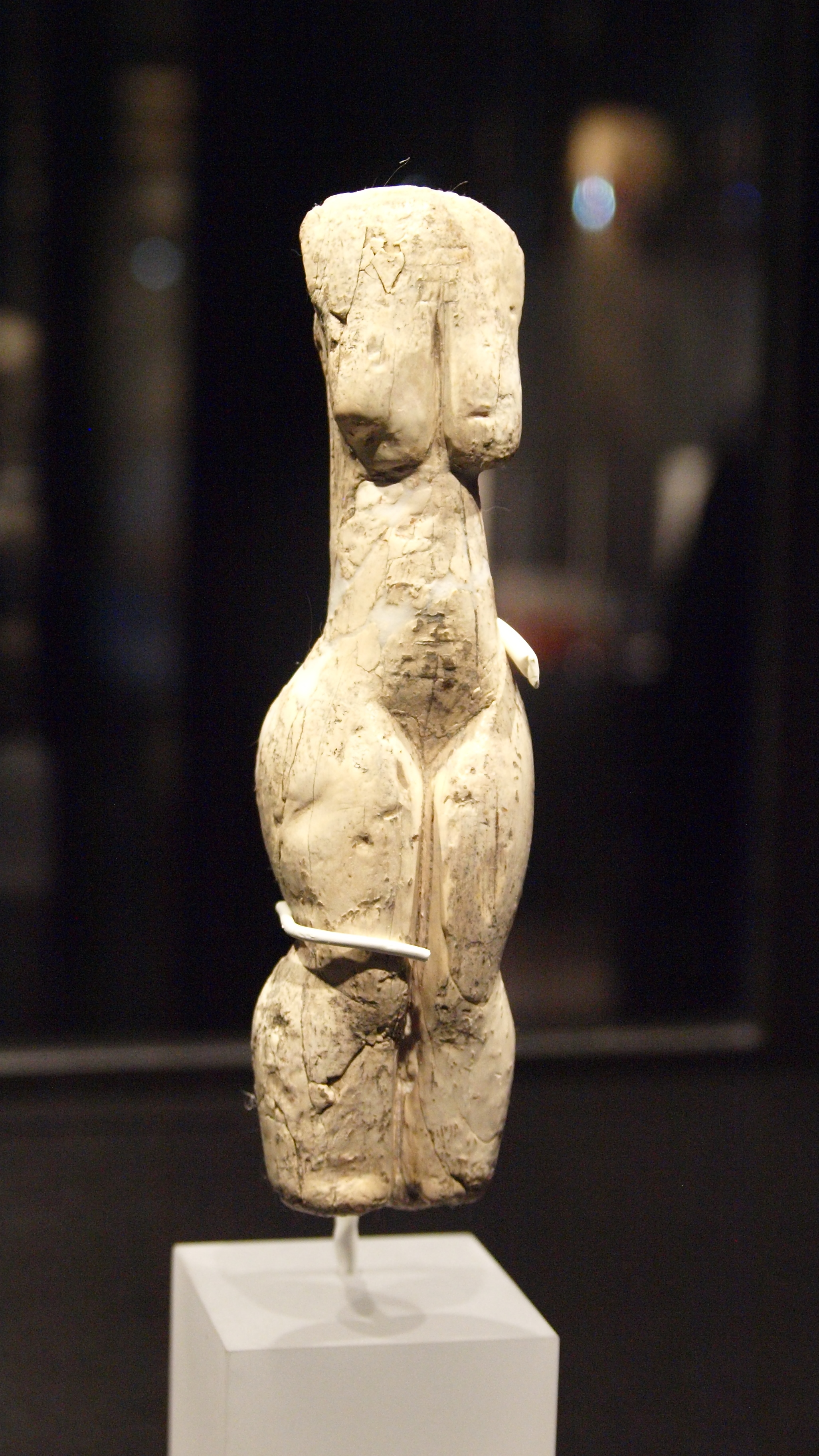
Палеолитическая венера со стоянки Елисеевичи-1

Елисеевичи — деревня в Жирятинском районе Брянской области, в составе Жирятинского сельского поселения. 
 Расположена в 5 км к юго-западу от села Савлуково, на правом берегу Судости.

## История
Упоминается с первой половины XVIII века как существующее селение, частично казацкое, частично — владение Рославцев. До 1781 года входила в Почепскую (1-ю) сотню Стародубского полка.
С 1782 до 1918 в Мглинском повете, уезде (с 1861 — в составе Воробейнской волости); в 1918—1929 гг. — в Почепском уезде (Воробейнская, с 1924 — Балыкская волость).
С 1929 года — в Жирятинском районе, а при его временном расформировании (1932—1939, 1957—1985 гг.) — в Почепском районе. До 2005 года входила в Савлуковский (ранее — Горицкий) сельсовет.

## Население
| 2010 | 2013 |
| ---- | ---- |
| 24   | ↘19  |

## Достопримечательности
- Археологический комплекс стоянок древнего человека эпохи верхнего палеолита (мадленская культура[3])[4][5], расположенный на правом берегу реки Судость по нынешней Нагорной улице[6], и селище древнерусского времени. Верхнепалеолитическая стоянка Елисеевичи 1 располагалось на участке второй надпойменной террасы реки Судости, представляющей собой обширный мыс, образованный правым берегом реки и крупной, впадающей в неё балкой[7]. На соседней стоянке Елисеевичи 2 Л. В. Греховой обнаружены остатки костно-земляного сооружения из костей мамонта, следы вечной мерзлоты и изделия из камня и кости. Наиболее интересен изготовленный из бивня мамонта орнаментированный «жезл с отверстием»[англ.][8]
- Одними из самых древних останков предположительно домашних собак на территории России считаются черепа собак MAE 447–5298 и ZIN 23781–24, найденные К. М. Поликарповичем в 1935—1936 годах на стоянке Елисеевичи I[9][10]. Датируются возрастом 14—13 тыс. лет назад[11][12]. В Елисеевичах найдено 42 особи волка и 301 особь песца. Так как после снятия шкур туши не использовались и большинство костей сохранилось в виде анатомически связанных групп и отчасти почти целых скелетов, то вряд ли возможно, что бы собаки, если они имелись на поселении, проигнорировали бы эти туши[13]